# Yakuhananomia fulviceps
Yakuhananomia fulviceps es una especie de coleóptero de la familia Mordellidae.

## Distribución geográfica
Habita en México, Nicaragua, Costa Rica,  Panamá y Ecuador.